# Orphnus pauliani
Orphnus pauliani är en skalbaggsart som beskrevs av Gomes Alves 1957. Orphnus pauliani ingår i släktet Orphnus och familjen Orphnidae. Inga underarter finns listade i Catalogue of Life.